# 莫森峰

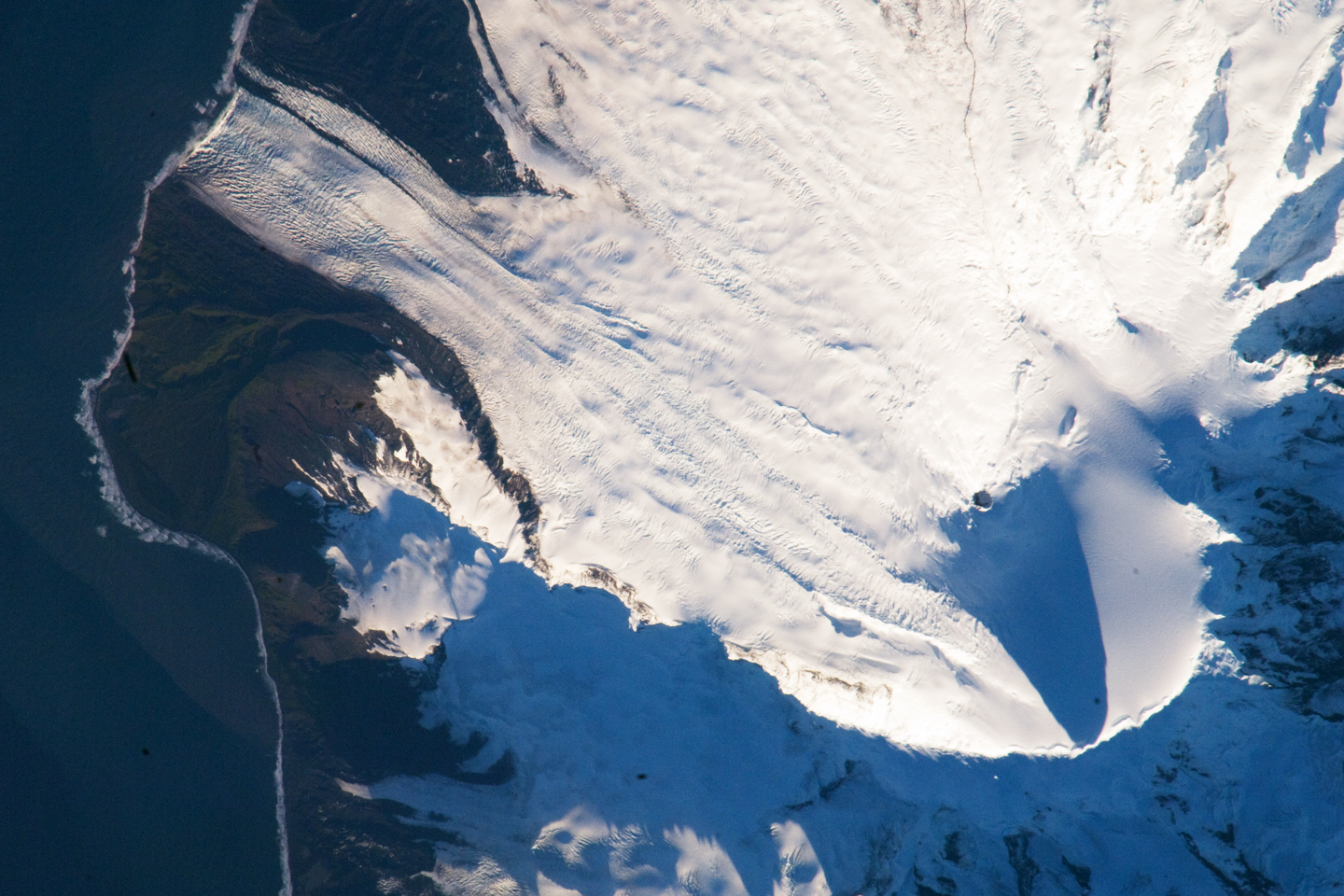

莫森峰（英語：Mawson Peak）是一座活火山，位於澳大利亞海外領地赫德島，海拔高度2,745米，是大本山的最高點，也是澳大利亚的最高峰（如果只算澳洲本土则是科西阿斯科山）。山體由粗玄岩組成，在1948年由澳大利亞探險隊命名。